# لوس ألتوس (كاليفورنيا)
لوس ألتوس (بالإنجليزية: Los Altos)‏ هي إحدى مدن مقاطعة سانتا كلارا، كاليفورنيا. تم إعطاءها لقب مدينة في 1 ديسمبر، 1952.

## توأمة
للوس ألتوس (كاليفورنيا) اتفاقيات توأمة مع كل من:
- بنديجو
- Rustington [الإنجليزية]‏
- مقاطعة شيلين [الإنجليزية]‏
- سيكتيفكار (1998 - )

## أعلام
- نانسي هولدر
- كيلي جيمس
- ديف رود
- جون لي هوكر
- مارتينا فرانكو

## الموقع الجغرافي
الموقع الجغرافي للمناطق المحيطة بهذه النقطة هو كالتالي: